# 神姫バス姫路営業所
神姫バス姫路営業所（しんきバス ひめじえいぎょうしょ）は、神姫バスの営業所の一つ。営業所の略号は「姫」。

## 概要
主に姫路駅を発着する路線を担当しているが、一部は姫路東出張所、北条出張所、山崎出張所と共同で運行している。

### 所在地
- 姫路営業所 - 兵庫県姫路市本町68（営業所略号は「姫」）
- 姫路東出張所 - 兵庫県姫路市阿保字宮前甲156番地1（2022年4月1日に姫路市日出町2丁目13から移転[注 1]。（営業所略号は「東」）
- 北条出張所 - 兵庫県加西市玉丘町748番地  （営業所略号は「北」）
- 北条出張所前之庄車庫 - 兵庫県姫路市夢前町前之庄2152番地2
- 山崎出張所 - 兵庫県宍粟市山崎町山田79　（営業所略号は「山」）
- 山崎出張所龍野車庫 - 兵庫県たつの市龍野町旭町154番地

## 所轄路線

### 高速路線
大阪伊丹空港線
- 姫路駅（北口） - 久留美 - 志染 - 淡河 - 八多 - 大阪伊丹空港（南） - 大阪伊丹空港（北）
  - 繁忙期の一部便は八多を通過する。

関西国際空港線
- 姫路駅（北口） - 加古川駅 - 関西国際空港（第1ターミナル） - 関西国際空港（第2ターミナル）
  - 南海バスと関西空港交通と神姫バスの共同運行。
  - 加古川駅を通過する便もある。

プリンセスロード（渋谷・新宿線）
- 姫路駅（北口） - 学園都市駅前 - 神姫バス神戸三宮バスターミナル - フラワータウンセンター - 渋谷マークシティ - バスタ新宿
  - 京王バスと神姫バスの隔日運行。
  - 2号車はバスタ新宿ではなく新宿西口の乗降となる。

太閤ライナー（有馬温泉線）
- 姫路駅（北口） - 姫路城大手門前 - （神戸三田プレミアム・アウトレット） - 有馬温泉（太閤橋）
  - 神戸三田プレミアム・アウトレット経由便は運休中。

EXPO姫路号
- 姫路駅（北口） - 加古川駅 - USJ - 万博会場（夢洲第1交通ターミナル）
  - 加古川駅、USJを通過する便もある。

EXPO神戸号
- 神姫バス神戸三宮バスターミナル - 万博会場（夢洲第1交通ターミナル）
  - 神戸営業所・大久保出張所・三木営業所・三田営業所の共同運行。

### 一般路線
運行区間は主要停留所のみ記載。

### 系統番号について
姫路駅発着の系統番号は、2025年4月現在概ね以下のように分けられている。
- 0番台
  - 姫路駅（北口） - 今宿循環（1系統）
  - 姫路駅（北口） - 国立姫路医療センター - 姫路獨協大学・大寿台・広峰方面（3-5系統）
  - 姫路駅（北口） - 岡町 - 姫路高校前方面（7,9系統）
- 10番台
  - 姫路駅（北口） - 岡町 - 姫路高校前 - 書写山ロープウェイ方面（10系統）
  - 姫路駅（北口） - 岡町 - 西高前 - 姫路獨協大学・大寿台方面（11系統）
  - 姫路駅（北口） - 岡町 - 新在家本町方面（12,13系統）
  - 姫路駅（北口） - 西土山 - 下蒲田北口方面（17,18系統）
- 20番台
  - 姫路駅（北口） - 国道2号東方面（21-24,26,29系統）
  - 姫路駅（北口） - 土山 - 中地方面（27,28系統）
- 30番台
  - 姫路駅（北口） - 青山方面（30-35,37-39系統）
  - 姫路駅（北口） - 白鳥台方面（36系統）
- 40番台
  - 姫路駅（北口） - 上手野方面（40系統）
  - 姫路駅（北口） - 書写 - 山崎方面（41-43,45,46系統）
- 50番台
  - 姫路駅（北口） - 前之庄方面
- 60番台
  - 姫路駅（北口） - 国立姫路医療センター - 野里駅 - 北条営業所方面（61,62系統）
  - 姫路駅（北口） - 国立姫路医療センター - 野里駅 - 城見台方面（64系統）
- 70番台
  - 姫路駅（北口） - 五軒邸 - 加東市方面（71-74系統）
  - 姫路駅（北口） - 五軒邸 - 城見台方面（75系統）
- 80番台
  - 姫路駅（北口） - 国立姫路医療センター - 砥堀駅 - 仁豊野 - 江鮒団地方面（81,86,88系統）
  - 姫路駅（北口） - 国立姫路医療センター - 砥堀駅 - 仁豊野 - 古法華公園方面（82系統）
  - 姫路駅（北口） - 国立姫路医療センター - 砥堀駅 - 仁豊野 - 香呂方面（84系統）
- 90番台
  - 姫路駅（北口） - 姫路港方面（94系統）
  - 姫路駅（南口） - 姫路市役所・庄田・飾磨方面（91,98,99系統）
  - 姫路駅（南口） - 白浜・東山・的形方面（92,93系統）
  - 姫路駅（南口） - 網干方面（95,96系統）

### 0番台
1系統（東雲町〜琴岡町〜今宿循環線）
- 姫路駅（北口） → 十二所神社前 → 花影町 → 東雲町 → 今宿 → 琴丘 →  船場元町 → 大手前通り → 姫路駅（北口）
  - 朝・夜は15～20分間隔、日中は30分間隔で運行。
  - 船場元町終着便もある。

3系統（国立姫路医療センター〜平野南口〜姫路獨協大学・大寿台線）
- 姫路駅（北口） - 大手前通り - 姫路城大手門前 - 姫路郵便局前 - 姫山公園南（国立姫路医療センター・美術館前） - 姫山公園北（博物館前） - 姫路競馬場前 - 自衛隊前 - 広嶺中学校前 -（姫路獨協大学） - （大野） - 大寿台
  - 姫路獨協大学始発・終着便もある。
  - 姫路獨協大学を経由しない便もある。
  - 姫路獨協大学への直通便もある。（休校日運休）

4系統（国立姫路医療センター〜白国口〜広峰線）
- 姫路駅（北口） - 大手前通り - 姫路城大手門前 - 姫路郵便局前 - 姫山公園南 - 姫山公園北 - 野里門 - 姫路競馬場前 - 広峰

5系統（国立姫路医療センター〜白国口〜北平野東口・姫路獨協大学・大寿台線）
- 姫路駅（北口） - 大手前通り - 姫路城大手門前 - 姫路郵便局前 - 姫山公園南 - 姫山公園北 - 姫路競馬場前 - 白国口 - 北平野東口 - 姫路獨協大学 （ → 大寿台）
  - 北平野東口始発・終着便、姫路獨協大学始発・終着便もある。
  - 大寿台行きは平日片道1本のみ運行。

7系統（南八代〜姫路高校前〜好古学園前・北山口・県立大工学部線）
- 姫路駅（北口） - 大手前通り - 姫路城大手門前（下りのみ）/姫路城大手門・好古園前（上りのみ） - 市之橋文学館前・男山千姫天満宮 - 南八代 - 県立大環境人間学部 - 姫路高校前 - 好古学園前 - 北山口 ← 横関東口 ← 書写郵便局前 ← 東洋大学姫路高校 ← 県立大工学部
  - 姫路高校前終着便（平日のみ）、好古学園前始発・終着便、北山口始発・終着便、県立大工学部始発便（平日のみ）もある。

9系統（南八代〜姫路高校前〜好古学園前〜大池台線）
- 姫路駅（北口） - 大手前通り - 姫路城大手門前（下りのみ）/姫路城大手門・好古園前（上りのみ） - 市之橋文学館前・男山千姫天満宮 - 南八代 - 県立大環境人間学部 - 姫路高校前 - 好古学園前 - 大池台

### 10番台
10系統（南八代〜姫路高校前〜好古学園前～書写山ロープウェイ線）
- 姫路駅（北口） - 大手前通り - 姫路城大手門前（下りのみ）/姫路城大手門・好古園前（上りのみ） - 市之橋文学館前・男山千姫天満宮 - 南八代 - 県立大環境人間学部 - 姫路高校前 - 好古学園前 - 北山口 - 横関東口 - 書写郵便局前 - 書写山ロープウェイ
- 【急行】姫路駅（北口） - 大手前通り - 姫路城大手門前（下りのみ） - 聴覚特別支援学校・好古園前（下りのみ）/姫路城大手門・好古園前（上りのみ） - 書写山ロープウェイ
  - 急行便は土日祝のみ運行。

11系統（岡町〜西高前〜姫路獨協大学・大寿台線）
- 姫路駅（北口） - 大手前通り - 姫路城大手門前（下りのみ）/姫路城大手門・好古園前（上りのみ） - 市之橋文学館・男山千姫天満宮前 - 県立大環境人間学部 - 西八代 - 八代本町 - 東光寺前（下りのみ）/北八代（上りのみ） - 西高前 - 広嶺中学校前 - （姫路獨協大学） - （大野） - 大寿台
  - 姫路獨協大学始発・終着便もある。
  - 姫路獨協大学を経由しない便もある。
  - 県立大環境人間学部への直通便もある。（休校日運休）
- 姫路駅（北口） → 大手前通り → 姫路城大手門前（下りのみ）/姫路城大手門・好古園前（上りのみ） → 市之橋文学館・男山千姫天満宮前 → 県立大環境人間学部 → 西八代 → 八代本町 → 東光寺前 → 西高前 → 北八代 → 八代本町 → 姫路駅（北口）
  - 東光寺前〜北八代間がラケット状の循環路線となる。
  - 平日朝のみ運行。

12系統（岡町〜新在家本町六丁目〜田寺北口・高岡神社前・大池台線）
- 姫路駅（北口） - 大手前通り - 姫路城大手門前（下りのみ）/姫路城大手門・好古園前（上りのみ） - 市之橋文学館・男山千姫天満宮前 - 県立大環境人間学部 - 新在家本町六丁目 - 北新在家二丁目 - 大池台・田寺北口 （ → 高岡神社前）
  - 高岡神社前行きは片道のみ運行。

13系統（岡町〜下池〜田寺北口・大池台線）
- 姫路駅（北口） - 大手前通り - 姫路城大手門前（下りのみ）/姫路城大手門・好古園前（上りのみ） - 市之橋文学館・男山千姫天満宮前 - 県立大環境人間学部 - 姫路こども家庭センター西 - 下池 - 北新在家二丁目 - 田寺北口・大池台

17系統（西土山〜姫路商業高校前線）
- 姫路駅（北口） - 十二所神社前（下りのみ）/大手前通り（上りのみ） - 西土山 - 釈迦屋敷 - 姫路商業高校前

18系統（日赤病院前〜東蒲田循環線）
- 姫路駅（北口） → 十二所神社前（下りのみ）/大手前通り（上りのみ） → 西今宿 → 日赤病院前 → 高畑 → 下蒲田北口 → 東蒲田 → （英賀保駅北口 → ） 高畑南口 → 日赤病院前 → 姫路駅（北口）
  - 高畑～高畑南口～高畑間がラケット状の循環路線となる。
  - 下蒲田北口始発便がある。
  - 平日の一部便は英賀保駅北口を経由する。

### 20番台
21系統（姫路市市民会館前～市川橋～御着～JR曽根駅～鹿島神社線）
- 姫路駅（北口） - 姫路市市民会館前（下りのみ）/大手前通り ← 姫路城大手門前 ←  京口駅前（上りのみ） - 天神前 - 市川橋 - 御着駅前 - JR曽根駅 → 阿弥陀一丁目 - 鹿島神社

22系統（姫路市市民会館前～市川橋～御着～別所駅・夕陽ヶ丘線）
- 姫路駅（北口） - 姫路市市民会館前（下りのみ）/大手前通り ← 姫路城大手門前 ←  京口駅前（上りのみ） - 天神前 - 市川橋 - 御着駅前 - （別所駅） - 夕陽ヶ丘
  - 夕陽ヶ丘行の土日祝1本と姫路駅行の平日2本、土日祝1本は別所駅を経由しない。
  - 土日祝のみ別所駅始発・終着便がある。

23系統（天神前～見野循環線）
- 姫路駅（北口） → 大手前通り → 天神前 → 見野の郷交流館前 → 見野古墳群前 → 見野 → 天神前 → 姫路商工会議所前 → 姫路駅（北口）
  - 朝1本のみ見野の郷交流館前始発便がある。これと合わせて平日2本、土日祝1本のみ運行。
- 姫路駅（北口） → 大手前通り → 一丁町 → 京口駅前 → 城見町 → 山脇 → 見野古墳群前 → 見野交差点西 → （明田 → ） 見野 →  四郷和光保育所東 → 京口駅前 → 一丁町 → 姫路商工会議所前 → 姫路駅（北口）
  - 平日の一部便は明田を経由する。

24系統（市川台～見野循環線）
- 姫路駅（北口） → 大手前通り → 一丁町 → 京口駅前 → 城見町 → 市川台 → 山脇 → 見野の郷交流館前 → 見野古墳群前 → 見野交差点西 → （明田 → ） 見野 → 四郷和光保育所東 → 市川台 → 京口駅前 → 一丁町 → 姫路商工会議所前 → 姫路駅（北口）
- 姫路駅（北口） → 大手前通り → 一丁町 → 京口駅前 → 城見町 → 市川台 → 山脇 → 見野の郷交流館前 → 見野古墳群前 → 見野交差点西 →  見野 → 四郷和光保育所東 → 市川橋→ 姫路商工会議所前 → 姫路駅（北口)
  - 見野の郷交流館前始発便、四郷和光保育所東終着便もある。
  - 平日の一部便は明田を経由する。

26系統（姫路商工会議所前～アクリエひめじ北口〜東姫路駅・阿保車庫線）
- 姫路駅（北口）→ 姫路商工会議所前（下りのみ）/東駅前町（上りのみ） - アクリエひめじ北口（巽橋） - 県立はりま姫路総合医療センター前 - すこやかセンター前- 東姫路駅口 - 東姫路駅・阿保車庫

27系統（土山東口～中地～構～思案橋循環・姫路港線）
- 姫路駅（北口） - 十二所神社前（下りのみ）/大手前通り（上りのみ） - 土山東口 - 中地  - （ ← 総合スポーツ会館前） - 津田幼稚園前 - 津田神社前/思案橋 - 飾磨天神 - 姫路みなとドーム前 - 姫路港
  - 思案橋始発・終着便がある。
  - 夜の2往復以外は姫路駅→津田幼稚園前→津田神社前→思案橋→津田幼稚園前→姫路駅の循環便。

28系統（中地〜玉手〜夢前川駅南線）
- 姫路駅（北口） - 十二所神社前（下りのみ）/大手前通り（上りのみ） - 土山東口 - 中地  - （ ← 総合スポーツ会館前） - 英賀保駅南口 - 英賀神社前 - 広畑 - 歌野橋・夢前川駅西 - （ ← 夢前町一丁目） 夢前川駅南
  - 平日のみ運行。

29系統（姫路商工会議所前～宮西町〜日出町線）
- 姫路駅（北口） → 姫路商工会議所前（下りのみ）/東駅前町（上りのみ） - 神屋町六丁目 - 日出町

### 30番台
30系統（日赤病院前～青山～才崎橋西詰・夢前川駅南・日本製鉄線）
- 姫路駅（北口） - 十二所神社前（下りのみ）/大手前通り（上りのみ） - 西今宿 - 日赤病院前 - 才崎橋西詰 - （広畑北野町）（広畑市民センター前） - 広畑本町 - 歌野橋・夢前川駅西 - 夢前町一丁目（日本製鉄行きのみ停車） - 夢前川駅南・日本製鉄
  - 才崎橋西詰始発・終着便も多数運行されている。
  - 一部便は広畑市民センター前を経由する。
  - 日本製鉄行きは平日のみ運行。

31系統（日赤病院前～青山～林田～山崎インター〜山崎線）
- 姫路駅（北口） - 十二所神社前（下りのみ）/大手前通り（上りのみ） - 西今宿 - 日赤病院前 - 青山 - 余部駅前 - 飾西郵便局前 - かまはな - 林田 - 西市場 - 六九谷 - （山崎インター）  - 車庫前 - 播磨山崎郵便局 - 山崎
  - 山崎インターを経由しない便もある。
  - 平日のみ追分始発便がある。（休校日運休）

32系統（日赤病院前～青山～上伊勢～口佐見～山崎インター〜山崎線）
- 姫路駅（北口） - 十二所神社前（下りのみ）/大手前通り（上りのみ） - 西今宿 - 日赤病院前 - 青山 - 余部駅前 - 伊勢茶屋 - 学校前 - 林田 - 林田橋 - 口佐見 - 六九谷 - 大谷 - 山崎インター - 車庫前 - 播磨山崎郵便局 - 山崎

33系統（日赤病院前～青山～四辻～山崎線）
- 姫路駅（北口） - 十二所神社前（下りのみ）/大手前通り（上りのみ） - 西今宿 - 日赤病院前 - 青山 - 余部駅前 - 実法寺 - 打越 - 荒木 - 古瀬畑 - 三森 - 安富事務所前 - 車庫前 - 播磨山崎郵便局 - 山崎

34系統（日赤病院前～青山～四辻～グリーンステーション鹿ヶ壺線）
- 姫路駅（北口） - 十二所神社前（下りのみ）/大手前通り（上りのみ） - 西今宿 - 日赤病院前 - 青山 - 余部駅前 - 実法寺 - 打越 - 荒木 - 古瀬畑 - 三森 - 関 - グリーンステーション鹿ヶ壺

35系統（日赤病院前～青山～緑台線）
- 姫路駅（北口） - 十二所神社前（下りのみ）/大手前通り（上りのみ） - 西今宿 - 日赤病院前 - 青山 - 余部駅前 - 実法寺 - 打越 - （白鳥台三丁目・太陽公園南） - 緑台口 - 緑台

36系統（ゆめタウン前～田井～白鳥台線）
- 姫路駅（北口） - 十二所神社前（下りのみ）/大手前通り（上りのみ） - ゆめタウン前（北今宿南口） - 名古山西口 - 田井 - 実法寺 - 白鳥台三丁目・太陽公園南 - 白鳥台

37系統（日赤病院前～青山～こどもの館前〜太市線）
- 姫路駅（北口） - 十二所神社前（下りのみ）/大手前通り（上りのみ） - 西今宿 - 日赤病院前 - 青山 - 星の子館前 - 自然観察の森 - 太市（桜山公園前）

38系統（福沢町〜日赤病院前～青山〜青山第二団地前～青山ゴルフ場・龍野線）
- 姫路駅（北口） - 福沢町（下りのみ）/大手前通り（上りのみ） - 西今宿 - 日赤病院前 - 青山 - 青山第二団地前 - 青山ゴルフ場 - 鵤（いかるが） - 龍野
  - 青山ゴルフ場始発・終着便がある。

39系統（福沢町〜日赤病院前～青山〜宇野津医院前～青山ゴルフ場・龍野線）
- 姫路駅（北口） - 福沢町（下りのみ）/大手前通り（上りのみ） - 西今宿 - 日赤病院前 - 青山 - 宇野津医院前 - 青山ゴルフ場 - 鵤 - 龍野
  - 青山ゴルフ場始発・終着便がある。

### 40番台
40系統（日赤病院前～上手野・書写西住宅・緑台・山崎線）
- 姫路駅（北口） - 十二所神社前（下りのみ）/大手前通り（上りのみ） - 西今宿 - 日赤病院前 -  上手野 - 田井 - 書写西住宅・打越（白鳥台三丁目・太陽公園南） - 緑台
  - 上手野始発・終着便も多数運行されている。

- 姫路駅（北口）→ 十二所神社前 → 西今宿 → 日赤病院前 → 上手野 → 田井 → 実法寺 → 打越 → 別車口 → 荒木 → 護塚橋 → 古瀬畑 → 三森 → 安富事務所前 → 車庫前 → 播磨山崎郵便局 → 山崎
  - 山崎行きは平日片道1本のみ運行。

41系統（横関～県立大工学部～荒木・古瀬畑・山崎線）
- 姫路駅（北口） - 大手前通り - 姫路城大手門前（下りのみ）/白鷺橋（上りのみ） - 岩端北口・城西小学校南 - 辻井 - 横関 - 東洋大学姫路高校 - 県立大工学部 - 打越 - 別車口 - 荒木 - 護塚橋 - 古瀬畑 - 三森 - 安富事務所前 - 車庫前 - 播磨山崎郵便局 - 山崎
  - 荒木始発・終着便、古瀬畑始発・終着便（平日のみ）もある。

42系統（横関～県立大工学部～バーズタウン・山崎線）
- 姫路駅（北口） - 大手前通り - 姫路城大手門前（下りのみ）/白鷺橋（上りのみ） - 岩端北口・城西小学校南 - 辻井 - 横関 - 東洋大学姫路高校 - 県立大工学部 - 打越 - 別車口 - 荒木 - 護塚橋 - バーズタウン → 古瀬畑 → 三森 → 安富事務所前 → 車庫前 → 播磨山崎郵便局 → 山崎
  - バーズタウン始発・終着便がある。
  - 山崎行きは平日片道1本のみ運行。

43系統（横関～県立大工学部～緑台線）
- 姫路駅（北口） - 大手前通り - 姫路城大手門前（下りのみ）/白鷺橋（上りのみ） - 岩端北口・城西小学校南 - 辻井 - 横関 - 東洋大学姫路高校 - 県立大工学部 - 打越 - 緑台

45系統（辻井〜横関・県立大工学部・書写西住宅線）
- 姫路駅（北口） - 大手前通り - 姫路城大手門前（下りのみ）/白鷺橋（上りのみ） - 岩端北口・城西小学校南 - 辻井 - 横関 - 東洋大学姫路高校 - 県立大工学部 - 書写西住宅
  - 横関終着便（土日祝のみ）、県立大工学部始発・終着便もある。
  - 東洋大学姫路高校、県立大工学部への直通便もある。（休校日運休）

46系統（横関→辻井→南八代→姫路駅前線）
- 横関 → 辻井南口 → 姫高南口 → 県立大環境人間学部 → 南八代 → 市之橋文学館前・男山千姫天満宮 → 姫路城大手門・好古園前 → 大手前通り → 姫路駅（北口）
  - 平日早朝片道1本のみ運行。

### 50番台
姫路駅と雪彦山麓の旧夢前町を結ぶ路線である。2021年3月までは前之庄からさらに奥の山之内まで路線を延ばしていたが、同区間は翌4月からスクールバス混乗のコミュニティバス「コミュニティバス雪彦」に転換されている（全便土休日運休）。
51系統（横関～塩田～前之庄線）
- 姫路駅（北口） - 大手前通り - 姫路城大手門前（下りのみ）/白鷺橋（上りのみ）- 岩端北口・城西小学校南 - 辻井 - 四軒屋 - 横関 - 玉田 - 書写ゴルフ場前 - 清水橋西詰 - 宮置南 - 糸田 - 塩田 - 岡村 - 夢前高校前 - 前之庄

52系統（横関～杉之内～前之庄線）
- 姫路駅（北口） - 大手前通り - 姫路城大手門前（下りのみ）/白鷺橋（上りのみ）- 岩端北口・城西小学校南 - 辻井 - 四軒屋 - 横関 - 玉田 - 書写ゴルフ場前 - 清水橋西詰 - 宮置南 - 糸田 - 杉之内 - 岡村 - 夢前高校前 - 前之庄

53系統（ゆめタウン前〜ニューサンピア姫路ゆめさき～塩田～前之庄線）
- 姫路駅（北口） - 十二所神社前（下りのみ）/大手前通り（上りのみ）- ゆめタウン前（北今宿南口） - 辻井 - 四軒屋 - 横関 - 玉田 - 書写ゴルフ場前 - 清水橋西詰（ヤマサ蒲鉾前 - 清水橋東詰） - サンピア姫路ゆめさき - 宮置南 - 糸田 - 塩田 - 岡村 - 夢前高校前 - 前之庄
  - 土日祝のみヤマサ蒲鉾前を経由する。

### 60番台
61系統（国立姫路医療センター～野里駅前～南山田～北条営業所・フラワーセンター駐車場線）
- 姫路駅（北口） - 大手前通り - 姫路城大手門前 - 姫路郵便局前 - 姫山公園南 - 姫山公園北 - 姫路競馬場前 - 野里駅前 - 保城住宅 - 日本化薬西口 - 西山田 - 南山田 - 笠屋 - 本町西（下りのみ）/（イオンモール加西北条（上りのみ）） - アスティアかさい（北条町駅） - 玉丘史跡公園前 - 北条営業所 - フラワーセンター駐車場
  - 土日祝のみフラワーセンター駐車場始発・終着便がある。
  - イオンモール加西北条を経由しない便もある。

62系統（国立姫路医療センター～野里駅前～大貫～北条営業所線）
- 姫路駅（北口） - 大手前通り - 姫路城大手門前 - 姫路郵便局前 - 姫山公園南 - 姫山公園北 - 姫路競馬場前 - 野里駅前 - 保城住宅 - 日本化薬西口 - 西山田 - 西大貫 - 本町西（下りのみ）/（イオンモール加西北条（上りのみ）） - アスティアかさい（北条町駅） - 玉丘史跡公園前 - 北条営業所
  - イオンモール加西北条を経由しない便もある。

64系統（国立姫路医療センター～野里駅前～城見台循環線）
- 姫路駅（北口） → 大手前通り → 姫路城大手門前 → 姫路郵便局前 → 姫山公園南 → 姫山公園北 → 姫路競馬場前 →  野里駅前 → 保城住宅 → 城見台公園前 → 城見台二丁目南（降車のみ） → 城見台二丁目 → 城見台三丁目 → 城見台四丁目 → 城見台 → 保城住宅 → 野里駅 → 姫路競馬場前 → 姫山公園北 → 姫山公園南 → （ → 五軒邸） → 姫路郵便局前 → 姫路城大手門前 → 大手前通り → 姫路駅（北口）
  - 城見台循環からの復路では五軒邸経由便と国立姫路医療センター経由便の2ルートがある。
  - 城見台2丁目始発便、城見台終着便もある。

### 70番台
71系統（五軒邸～小川～八重畑〜小原・社町駅・社線）
- 姫路駅（北口） - 大手前通り - 姫路城大手門前 - 姫路郵便局前 - 五軒邸 - 小川 - 清水 - 八重畑 - 小原 - 猫尾新開 - 法華山口 - 法華口駅前 - 高岡 - 社町駅 - やしろショッピングパークBio前 - 社（車庫前）
  - 社では西脇・三田・明石・三宮・大阪方面からの便と乗り換えが可能である。
  - 小原始発・終着便、社町駅始発・終着便もある。

72系統（五軒邸～小川～八重畑〜小原～法華山一乗寺～社町駅・社線）
- 姫路駅（北口） - 大手前通り - 姫路城大手門前 - 姫路郵便局前 - 五軒邸 - 小川 - 清水 - 八重畑 - 小原 - 法華山一乗寺 - 法華山口 - 法華口駅前 - 高岡 - 社町駅 - やしろショッピングパークBio前 - 社（車庫前）
  - 社町駅始発・終着便もある。

73系統（五軒邸～小川～八重畑〜清住線）
- 姫路駅（北口） - 大手前通り - 姫路城大手門前 - 姫路郵便局前 - 五軒邸 - 小川 - 清水 - 八重畑 - 清住

74系統（五軒邸～小川～姫路セントラルパーク線）
- 姫路駅（北口） - 大手前通り - 姫路城大手門前 - 姫路郵便局前 - 五軒邸 - 小川 - 清水 - 姫路セントラルパーク
  - 姫路セントラルパーク休園日は清水止めとなる。
  - 繁忙期は姫路駅（北口） - 姫路セントラルパーク間の直通便も運行されている。

75系統（五軒邸～野里駅前～城見台循環線）
- 姫路駅（北口） → 大手前通り → 姫路城大手門前 → 姫路郵便局前 → 五軒邸 → 野里駅前 → 城見台二丁目南（降車のみ） → 城見台三丁目 → 城見台四丁目 → 城見台 → 野里駅前 → 五軒邸 → （イオン姫路前 → 姫路競馬場前 → 姫山公園北） → 姫路郵便局前 → 姫路城大手門前 → 大手前通り → 姫路駅（北口）
  - 城見台循環からの復路では五軒邸経由便と国立姫路医療センター経由便の2ルートがある。
  - 城見台2丁目始発便（土日祝のみ）、城見台終着便（平日のみ）がある。

### 80番台
81系統（国立姫路医療センター～マリア病院～仁豊野～江鮒団地線）
- 姫路駅（北口） - 大手前通り - 姫路城大手門前 - 姫路郵便局前 - 姫山公園南 - 姫山公園北 - 野里門 - 姫路競馬場前 - 砥堀駅前 - 国道マリア病院 - （マリア病院） - 仁豊野 - 鍛治内 - 兵庫製紙 - 江鮒団地
  - マリア病院を経由しない便もある。

82系統（国立姫路医療センター～マリア病院～古法華公園線）
- 姫路駅（北口） - 大手前通り - 姫路城大手門前 - 姫路郵便局前 - 姫山公園南 - 姫山公園北 - 野里門 - 姫路競馬場前 - 砥堀駅前 - 国道マリア病院 - マリア病院 - 仁豊野 - 鍛治内 - 古法華公園
  - 平日のみ運行。

84系統（国立姫路医療センター～マリア病院～香呂～福崎駅前線）
- 姫路駅（北口） - 大手前通り - 姫路城大手門前 - 姫路郵便局前 - 姫山公園南 - 姫山公園北 - 野里門 - 姫路競馬場前 - 砥堀駅前 - 国道マリア病院 - マリア病院 - 仁豊野 - ネスレ日本工場前 - 香呂駅前 -  福崎警察前 - 福崎駅前
  - 平日のみ運行。

86系統（国立姫路医療センター～マリア病院〜仁豊野～江鮒団地～西光寺～福崎駅前線）
- 姫路駅（北口） - 大手前通り - 姫路城大手門前 - 姫路郵便局前 - 姫山公園南 - 姫山公園北 - 野里門 - 姫路競馬場前 - 砥堀駅前 - 国道マリア病院 - （マリア病院） - 仁豊野 - 鍛治内 - 兵庫製紙 - 江鮒団地 - 八幡口 - 西光寺 - 福崎駅前
  - マリア病院を経由しない便もある。
  - 平日のみ八幡口始発便がある。

88系統（国立姫路医療センター～マリア病院～仁豊野～北条営業所線）
- 姫路駅（北口） - 大手前通り - 姫路城大手門前 - 姫路郵便局前 - 姫山公園南 - 姫山公園北 - 野里門 - 姫路競馬場前 - 砥堀駅前 - 国道マリア病院 - （マリア病院） - 仁豊野 - 鍛治内 - 兵庫製紙 - 江鮒団地 - 太尾北口 - 西山田 - 南山田 - 笠屋 - 本町西（下りのみ）- アスティアかさい（北条町駅） - 玉丘史跡公園前 - 北条営業所
  - マリア病院を経由しない便もある。

### 90番台
91系統（姫路市役所前～姫路中央病院前～山電飾磨駅・姫路火力・姫路検査場線）
- 姫路駅（南口） - 姫路市役所前 - 姫路中央病院前 - 中野田（早川神社前経由山電飾磨駅行きは復路のみ停車） - 下野田公園前/早川神社前 - 清水町（下りのみ）/下野田（上りのみ） - 山電飾磨駅  - 姫路南郵便局前 - 山陽特殊製鋼前 - 合同製鉄通用門 - 合同製鉄正門 - 姫路火力 - 姫路検査場
  - 朝に山電飾磨駅→姫路火力・姫路検査場の区間便が運行される。
  - 日中は姫路駅（南口）⇔山電飾磨駅間の区間便が運行される。この便には下野田公園前経由便と早川神社前経由便があり、両者が交互に運行される。

92系統（アクリエひめじ前～北原～白浜海岸・宇佐崎南線）
- 姫路駅（南口）- アクリエひめじ北口（巽橋） - 県立はりま姫路総合医療センター前 - 北原 - 白浜南住宅 - （白浜の宮駅 → ）（姫路まえどれ市場 → ）白浜海岸 - （ ← 白浜の宮駅）（ ← 姫路まえどれ市場） - 灘市民センター前 - 宇佐崎南
  - 白浜海岸始発・終着便がある。
  - 平日の一部便は白浜の宮駅を経由する。
  - 土日祝の一部便は姫路まえどれ市場を経由する。

93系統（アクリエひめじ前～北原～東山循環線）
- 姫路駅（南口） → アクリエひめじ北口（巽橋） → 県立はりま姫路総合医療センター前 → 北原 → 継南口 → 東山 → 東山西 → 東山南口 → 東山 → 継南口 → 北原 → 県立はりま姫路総合医療センター前 → アクリエひめじ北口（巽橋） →  姫路駅（南口）
  - 土日祝のみ東山西始発便がある。

93系統（アクリエひめじ前～北原～東山～的形循環線）
- 姫路駅（南口） → アクリエひめじ北口（巽橋） → 県立はりま姫路総合医療センター前 → 北原 → 継南口 → 東山 → 東山南口 → 山電八家駅 → 的形西 → 木場 → 山電八家駅 → 東山南口 → 東山 → 継南口 → 北原 → 県立はりま姫路総合医療センター前 → アクリエひめじ北口（巽橋） → 姫路駅（南口）

93系統（アクリエひめじ前～北原～東山・白浜循環線）
- 姫路駅（南口） → アクリエひめじ北口（巽橋） → 県立はりま姫路総合医療センター前 → 北原 → 継南口 → 東山 → 東山西 → 東山南口 → 宇佐崎南 → 白浜海岸 → 白浜南住宅 → 北原 → 県立はりま姫路総合医療センター前 → アクリエひめじ北口（巽橋） → 姫路駅（南口）

94系統（手柄～飾磨天神～姫路港線）
- 姫路駅（北口） - 大手前通り（上りのみ） - 延末北 - 延末南 - 手柄山中央公園口 - 飾磨工業高校前 - 飾磨天神 - 姫路みなとドーム前 - 姫路港
  - 播但線の姫路 - 飾磨港間（1986年11月廃止）の代替バスに相当する。
  - 姫路港を11時以降に発車する便は福沢町～大手前通り間を経由しない。

95系統（英賀保駅南口～はりま勝原駅～下太田車庫・下太田住宅線）
- 姫路駅（南口） - 西延末・姫路市立水族館北 - 姫路市立陸上競技場北 - 英賀保駅南口 - はりま勝原駅 - 下太田車庫 - 下太田住宅
  - 平日のみ下太田車庫始発・終着便がある。

96系統（英賀保駅南口～大津～和久～JR網干駅線） 
- 姫路駅（南口） - 西延末・姫路市立水族館北 - 姫路市立陸上競技場北 - 英賀保駅南口 - 北河原西口 - （小坂）（長久病院前） - 小松町 - 姫路南高校 - 大津 - （宮田西）（下太田車庫） - ツカザキ病院前 - 和久 - JR網干駅
  - 一部便は下太田車庫を経由する。
  - 平日の一部便は長久病院前を経由する。

98系統（姫路市役所前～三宅～庄田循環線）
- 姫路駅（南口） - 姫路市役所前 - 姫路中央病院前 - 庄田 - 姫路駅（南口）
  - 西回り（市役所先行）と東回り（庄田先行）があり、午前は西回り、午後は東回りが主に運行される。
  - 平日朝のみ庄田始発便（東回り）がある。

99系統（東延末～安田～姫路市役所前・姫路市役所南線）
- 姫路駅（南口） - 姫路市役所前 - 姫路市役所南
  - 平日のみ運行。
  - 姫路市役所前終着便がある。

### その他
城周辺観光ループバス（美術館前〜好古園前〜姫路駅前線）
- 姫路駅前 → 姫路城大手門前 → 姫路郵便局前 → 美術館前 → 博物館前 → 清水橋（文学館前） → 好古園前 → 大手前通り → 姫路駅前
  - 平日は冬期（12月〜2月）運休。（※1月1日〜3日を除く）

急行（書写山ロープウェイ～緑台線）
- 【急行】書写山ロープウェイ - 打越西・太陽公園前 - 緑台
  - 土日祝1本のみ運行。

直通（名古山霊苑線）
- 【直通】姫路駅（北口） - 名古山霊苑
  - 毎月8日のみ運行。（※4月を除く）

無番（夢前川駅南～山電天満駅北〜大津〜JR網干駅線）
- 夢前川駅南 - （夢前町一丁目 → ） - 歌野橋・夢前川駅西 - （ ← 中門通）- 正門通 - 山電天満駅北 -  大津小学校南口 - 大津 - 宮田西 - ツカザキ病院前 - 和久 - JR網干駅
  - 平日のみ運行。

無番（グリーンステーション鹿ヶ壺→山崎線）
- グリーンステーション鹿ヶ壺 → 関 → 安志東口 → 安富事務所前 → 車庫前 → 播磨山崎郵便局 → 山崎
  - 片道1本のみ運行。

無番（アスティアかさい～別府～社町駅～嬉野台生涯教育センター線）
- アスティアかさい - 横尾 - 加西市役所前 - 別府 - 東別府 - 社町駅 - 県総合庁舎前 - やしろショッピングパークBio前 - 社（車庫前）- 社高校前 - 兵庫教育大学前 - 嬉野台生涯教育センター
  - 社町駅始発社高校、嬉野台行き、社始発北条方面行き、嬉野台始発社行きの便がある。
  - 東別府始発北条方面行きの便がある。（休校日運休、コミュニティバスの車両での運行、1便は夏季のみの運行）
  - 平日のみ運行。

無番（北条営業所～細工所北口～宝殿駅北口線）
- 北条営業所 - 玉丘史跡公園 - アスティアかさい - 丸山公園前 - 西高室（播磨農高前） - 鎮岩 - 善防 - 細工所北口 - 東播工業高校前 - 宝殿駅北口
  - 宝殿駅北口～細工所北口の区間便も存在する。

- アスティアかさい  → 丸山公園前 → 西高室 → 鎮岩 → 加西特別支援学校
  - 平日アスティアかさい発の片道1本のみ運行。（休校日運休）

無番（イオンモール加西北条～八千代小学校前線）
- イオンモール加西北条 ← アスティアかさい - 加西市役所正面口 - 市立加西病院 - 古坂三丁目 - 健康福祉会館 - 古坂三丁目 - 中富口 - 河内 - 明楽寺 - 花ノ宮 - 八千代小学校前
  - 平日2往復の運行。（八千代小学校前発の1本はアスティアかさい終着）
  - 八千代小学校前発の1便を除き明楽寺で西脇市役所/大屋行きに連絡。また、北条発は八千代小学校前で大和行きに連絡。

## 運行休止路線
2023年4月1日改正
6系統（岡町〜西高前〜広峰線）
- 姫路駅（北口） - 大手前通り - 姫路城大手門前（下りのみ）/姫路城大手門・好古園前（上りのみ） - 市之橋文学館前・男山千姫天満宮 - 県立大環境人間学部 - 東光寺前（下りのみ）/北八代（上りのみ） - 西高前 - 自衛隊前 - 広峰

25系統（姫路商工会議所前～宮西町循環線、姫路商工会議所前～日出町循環線）
- 姫路駅（北口） → 姫路商工会議所前 → 宮西町 → 県立はりま姫路総合医療センター前 → アクリエひめじ北口（巽橋） → 東駅前町 → 姫路駅前
- 姫路駅（北口） → 姫路商工会議所前 → アクリエひめじ北口（巽橋） - 県立はりま姫路総合医療センター前 → 日出町 → 東姫路駅口 → 県立はりま姫路総合医療センター前 → アクリエひめじ北口（巽橋） → 北条口三丁目 → 北条口二丁目 → 東駅前町 → 姫路駅前

急行（四軒屋〜曽左小学校前〜県立大工学部〜テクノ中央〜SPring-8線）
- 【急行】姫路駅（北口） - 四軒屋 - 御立南口 - 曽左小学校前 - 書写南 - 県立大工学部 - テクノ中央 - 芝生広場・播磨科学公園都市 - 光都バスセンター - 西播磨総合庁舎西 - 粒子線医療センター - （ ← SPring-8正門前） - SPring-8
  - 山陽自動車道・播磨自動車道を通行するため、座席にシートベルトを装備したいすゞ・エルガ（淡路交通からの移籍）が専用で使用されていた。
  - SPring-8正門前⇔SPring-8間は入構許可証を所有していないと乗車できない。
  - 平日のみ運行されていた。

2023年10月1日改正
プリンセスバード
- 姫路駅（北口） - 姫路城大手門前 - 山崎インター - 大原インター - 智頭福原 - 鳥取駅 -  日ノ丸本社前 - 鳥取大学前
  - 日ノ丸本社前到着時点で乗客がいない場合は日ノ丸本社前が終点となる。
  - 2往復が日ノ丸自動車の担当、1往復が神姫バスの担当であった。（神姫バス担当便は当面の間運休していたが、再開することなく運行を休止した）
  - 日ノ丸自動車は同日以降も運行を継続している。

## 車両
2025年4月現在。
姫路営業所
特高車、大型車、中型車が配置されている。日野車の占める割合が高いが、三菱ふそう車・いすゞ車・日産ディーゼル車も配置されている。三菱電機の特定輸送に使用される車両は、すべて三菱ふそう車である。
姫路東出張所
大型車、中型車、小型車が配置されている（小型車は姫路城ループバス、スクールバスに使用）。日野車の占める割合が高いが、三菱ふそう車・いすゞ車も配置されている。2021年よりトヨタ自動車の燃料電池バス「SORA」を1台、2024年よりBYDの電気バスを1台導入している。
山崎出張所
大型車、中型車が配置されている。日野車と三菱ふそう車が約半数ずつであるが、いすゞ車も配置されている。
北条出張所
大型車、中型車、小型車が配置されている。日野車と三菱ふそう車が約半数ずつであるが、いすゞ車も配置されている。